# Срба Митровић
Срба Митровић (1931 — 2007) био је српски књижевник и преводилац.

## Дела

### Књиге песама
- Метастрофе, Нолит (1972)
- Опкорачења, Матица српска (1975)
- Подне на Теразијама (1983)
- Опис и труње, Просвета (1984)
- Шума која лебди, Матица српска (1991)
- Снимци за панораму, Матица српска (1996)
- Маглине, сазвежђа, Рад (2007)

### Приредио антологије
- Антологија модерне енглеске поезије, Светови (1992)
- Антологија модерне америчке поезије, Светови (1994)